# Duplachionaspis maroccana
Duplachionaspis maroccana är en insektsart som beskrevs av Alfred Serge Balachowsky 1954. Duplachionaspis maroccana ingår i släktet Duplachionaspis och familjen pansarsköldlöss.
Artens utbredningsområde är Marocko. Inga underarter finns listade i Catalogue of Life.